# Blauer Turm (Herten)

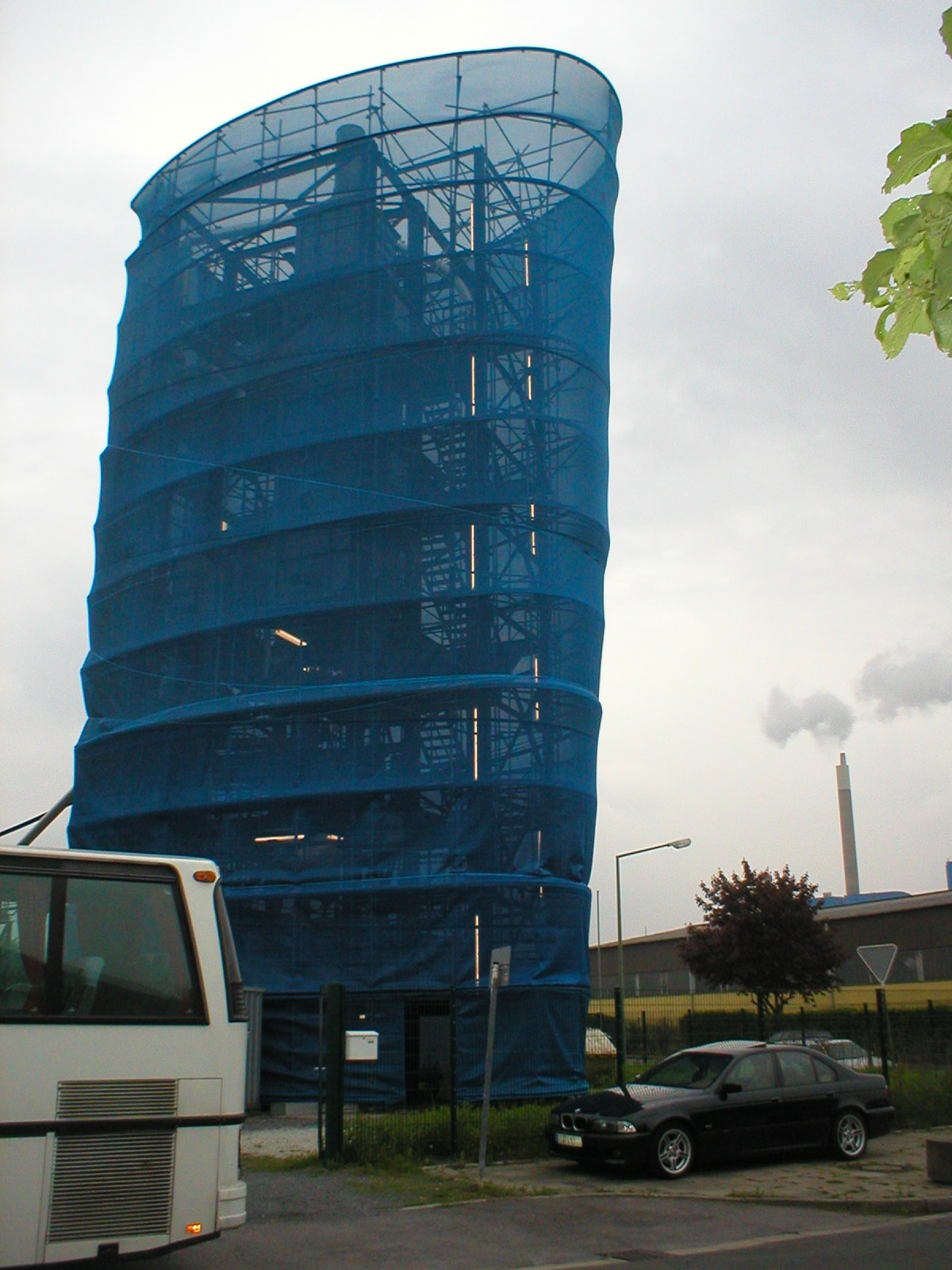
Der erste „blaue Turm“ im Jahr 2003

Als Blauer Turm Herten werden zwei Pilotprojekte zur gestuften Reformierung in der nordrhein-Westfälischen Stadt Herten bezeichnet. „Blau“ bezieht sich dabei auf die blaue Hülle um das Stahlskelett des Syntheseturmes.
Während das erste, kleinere Projekt von 2001 bis zu seiner Demontage 2006 trotz verschiedener Probleme im Experimentalbetrieb lief, wurde das 2008 beschlossene Nachfolgeprojekt wegen der Insolvenz des Hauptinvestors, der Solar Millennium AG, im Jahr 2011 abgebrochen. Die Entwicklung vom Prestige- und Vorzeigeprojekt zum Verlustobjekt war Thema vielfältiger Medienberichte.

## Technologie
Bei dem angewandten thermochemischen Verfahren werden nachwachsende Rohstoffe, Wirtschaftsdünger oder biogene Abfälle in ein brennbares, Wasserstoffreiches und stickstoffarmes Gasgemisch umgewandelt. Die Vielfalt der einsetzbaren Ausgangsstoffe gilt dabei als Vorteil des Verfahrens.
Bei hohen Temperaturen entsteht durch Pyrolyse neben Methan und Kohlenstoffmonoxid vor allem Wasserstoff. Das Verfahren, bei dem die Verschwelung der Biomasse und die Entstehung des Produktgases voneinander getrennt ablaufen, sollte zur Wärmeerzeugung und zur Gewinnung elektrischer Energie in Gasgeneratoren genutzt werden und später auch als Wasserstoffquelle dienen.
In praktischen Versuchen wurde ein Synthesegas mit etwa folgender Zusammensetzung erreicht:
- 45 % H2
- 15 % CO
- 15 % CH4

Die Restbestandteile sind CO2 und Wasser. Dabei gilt nicht nur die je nach Beschaffenheit der Ausgangsstoffe veränderliche Gaszusammensetzung, sondern auch die notwendige Nachverdichtung als nachteilig für die Gesamteffizienz. Als problematisch werden der bei der Technologie anfallende Keramikstaub und die Nachreinigung des Gases angesehen.

## Geschichte
Das von der Dr. Mühlen GmbH & CO. KG patentierte Verfahren wurde zwischen 2001 und 2006 in einer Pilotanlage mit einer Leistung von einem Megawatt in Herten angewandt.
Nach dessen Demontage sollte in räumlicher Nähe eine offiziell als „Blauer Turm“ bezeichnete Anlage mit 10 Megawatt Leistung auf dem Gelände der ehemaligen Zeche Ewald entstehen. Der Name bezog sich dabei sowohl auf die Farbe des entstehenden Synthetic Natural Gas mit hohem Wasserstoffanteil als auch auf die Verkleidung des Stahlskelettes um den Reforming-Turm, der in Projektdarstellungen zusätzlich in der Nacht blau beleuchtet abgebildet wurde. Das Projekt wurde vom Land Nordrhein-Westfalen mit 7,1 Millionen Euro gefördert, etwa 3 Millionen Euro wurden bis zum Projektstop ausgezahlt.
Kritiker des Projekts hielten die Technologie von Beginn an für zu teuer und bezweifelten die Praxisreife und Energieeffizienz des Verfahrens. Auch die großen Volumina an Ausgangsstoffen zur Erzeugung des energiehaltigen Synthesegases und die Gefahr der illegalen Entsorgung von Sonderabfällen wurden von Kritikern bemängelt, ebenso ungelöste Probleme bei der Technologie.
Mit der Insolvenz des Mehrheitseigners der Firmenanteile der Blue Tower GmbH, der Solar Millennium AG, wurden die Baumaßnahmen eingestellt.